# Normandie nue
Pour plus de détails, voir Fiche technique et Distribution.
Normandie nue est une comédie dramatique française réalisée par Philippe Le Guay et sortie en 2018.

## Synopsis
Au Mêle-sur-Sarthe, petit village normand, la crise agricole touche gravement les éleveurs à bout de force et ruinés, qui cherchent des idées pour attirer l'attention sur leur profession moribonde. Ils organisent une manifestation et un barrage routier sur la RN12 près de Mortagne-au-Perche. Un photographe d'art américain, Blake Newman, spécialisé dans le nu, à la recherche de l'endroit idéal pour créer sa prochaine œuvre photographique, se trouve bloqué par la manifestation. Lors de la rencontre entre Newman et Georges Balbuzard, paysan et maire de la ville, celui-ci décide de créer un buzz médiatique pour aider ses confrères agriculteurs : Balbuzard l'engage pour qu'il photographie les gens du village nus, car ils sont professionnellement déjà à nu. Mais les Normands sont réticents à se déshabiller, notamment le boucher du village qui sait que tous les hommes aimeraient beaucoup voir le corps nu de sa femme Gisèle, ancienne miss Calvados. Sur fond de querelles familiales ancestrales et de pudeur généralisée, la photo d'art moderne composée de nus au milieu du Champ Chollet et le buzz politique auront-ils vraiment lieu ? Newman s'impatiente, car l'orientation du soleil sera bientôt défavorable et les figurants tardent à arriver.

## Fiche technique
- Titre : Normandie nue
- Réalisation : Philippe Le Guay
- Scénario : Philippe Le Guay, Olivier Dazat et Victoria Bedos
- Photographie : Jean-Claude Larrieu
- Montage : Monica Coleman
- Costumes :
- Décors : Emmanuelle Duplay
- Musique : Bruno Coulais
- Producteur : Anne-Dominique Toussaint
  - Coproducteur : Pascal Judelewicz
- Production : Les Films des Tournelles
  - Coproduction : SND, France 2 Cinéma et Acajou Productions
- Distribution : SND
- Pays d’origine :  France
- Genre : Comédie dramatique
- Durée : 105 minutes
- Date de sortie :
  - France : 10 janvier 2018

## Distribution
- François Cluzet : Georges Balbuzard
- François-Xavier Demaison : Thierry Levasseur
- Julie-Anne Roth : Valérie Levasseur
- Pili Groyne : Chloé Levasseur
- Toby Jones : Newman
- Vincent Regan : Bradley
- Colin Bates : Ross
- Arthur Dupont : Vincent Jousselin
- Daphné Dumons : Charlotte
- Lucrèce Carmignac : Aurélie
- Philippe Rebbot : Eugène
- Patrick d'Assumçao : Maurice
- Samuel Churin : Bezon
- Grégory Gadebois : Roger
- Lucie Muratet : Gisèle
- Delphine Zingg : Michèle
- Brigitte Chamarande : Josy
- Marie-Christine Orry : Lenny
- Philippe Duquesne : Férol, le pharmacien
- Gérard Watkins : Volker
- Philippe Pollet-Villard : le campeur
- Jérôme Chappatte : le médecin OMS
- Jean-Claude Bolle-Reddat : le directeur OMS
- Didier Roguet : Didier
- Sébastien Coeuret : Lesourd
- Roland Haslwanter : Péchon
- Thierry Colette : Lefranc
- Christian Goré : Gournay
- Stéphanie Dordoigne : Lucie
- Michel Roullé : Michel
- Samuel Biderre : Lecoeur
- Nathalie Bidault : Stéphanie
- Aurélie Suzanne : Marion
- Lola Guillain-Lessieu : Martine
- Clothilde Auffret : Madame de Quincy
- Stéphanie Chenet : Madame Leclerc
- Odile Grandchamps Marchandon : Madame Leguen
- Cécile Lenormand : Madame Lemoulin
- Laurent Duval : Lacoudre
- Carlos Fernandes

## Analyse
Le personnage de Blake Newman est inspiré du photographe américain Spencer Tunick, qui s'est fait une réputation en mettant en scène et en photographiant des groupes de gens nus, même si Tunick travaille davantage dans des environnements urbains que campagnards.

## Autour du film
Philippe Le Guay a passé la plupart de ses vacances d'enfance à Saint-Julien-sur-Sarthe, village auquel il est resté très attaché. Ce lien personnel a fortement influencé le choix de tourner dans cette région. Le réalisateur souhaitait y rendre hommage à un monde rural qu’il connaît intimement et dont il partage les préoccupations. Il a également confié s’être inspiré de souvenirs et de visages familiers pour certains personnages du film,.